# Gonzalo Galdos Jiménez
Gonzalo Galdos Jiménez (* Arequipa, 1958 -  ) es un ingeniero metalúrgico peruano. Exrector de la Universidad Peruana de Ciencias Aplicadas. 

## Biografía
Gonzalo Galdos realizó sus estudios de Ingeniería Metalúrgica en la Universidad Nacional de San Agustín de Arequipa y se graduó en 1982. Sus estudios de Doctorado en Ingeniería Industrial los realizó en la Universidad Politécnica de Madrid. Actualmente es candidato a doctor en Administración y Dirección Internacional de Empresas por la Universidad Politécnica de Cataluña. Ha realizado estudios en el OLC del Massachusetts Institute of Technology (MIT), Kellogg Graduate School of Management y Harvard Business School. 
Ha sido Presidente Ejecutivo del Grupo Armco, Sider Perú, del Consejo Nacional del Ambiente (CONAM) y Director del Consorcio de Investigación Económico y Social (CIES), así como Presidente de la Comisión de Protección del Consumidor de Indecopi. 
Desde 2003 hasta el 2010 fue director de la Escuela de Postgrado de la Universidad Peruana de Ciencias Aplicadas, cuyo Rectorado asume el 9 de noviembre de 2010, sucediendo a Luis Bustamante Belaunde.